# ポートラジオ
ポートラジオは、電波法施行規則及び電波法審査基準により定められた海岸局の総称である。
船舶には、船間連絡・船陸の通信手段として「国際VHF無線電話」の設置が国際条約で義務化されている。その船舶と港湾業務用の通信を媒介する陸上側の無線局を「国際VHF海岸局」と呼び、日本ではポートラジオと呼称される。
港湾管理者情報や保安関連情報、他船情報、バース情報、代理店情報、気象情報などを船舶へ伝えるとともに、船舶の航行状況や入出時間を把握し港内の各案内担当者や荷受側へ知らせる。
地方自治体や港湾局が民間業者にポートラジオ業務を委託しており、現在、日本には33箇所のポートラジオが設置されている。

## 施設と業務
それぞれの所在地と業務を示す。なお、◆印のポートラジオは株式会社東洋信号通信社の受託局である。
石狩・小樽ポートラジオ
北海道石狩市・小樽市所在。石狩湾新港管理組合が運営。石狩湾・小樽港を利用する船舶を通信対象としている。
小名浜ポートラジオ
福島県いわき市所在。福島県無線漁業協同組合が運営。小名浜港を利用する船舶を通信対象としている。
茨城ポートラジオ◆・茨城ポートラジオだい2◆
茨城県神栖市所在。茨城港を利用する船舶を通信対象とする。
木更津ポートラジオ◆
千葉県木更津市所在。木更津港を利用する船舶を通信対象とする。
千葉ポートラジオ◆
千葉県千葉市所在。千葉港を利用する船舶を通信対象とする。
東京ポートラジオ◆
東京都大田区所在。東京港を利用する船舶を通信対象とする。
横浜・川崎ポートラジオ◆
神奈川県横浜市横浜港国際流通センター内所在。横浜港を利用する船舶を通信対象とする。
横須賀ポートラジオ◆
神奈川県横須賀市所在。横須賀港を利用する船舶を通信対象とする。
田子の浦ポートラジオ◆
静岡県富士市所在。田子の浦港を利用する船舶を通信対象とする。
清水・御前崎ポートラジオ◆
静岡県静岡市所在。清水港を利用する船舶を通信対象とする。
三河湾ポートラジオ◆・三河湾ポートラジオだい2◆
愛知県豊橋市所在。前者は衣浦港、後者は三河港を利用する船舶を通信対象とする。
名古屋ポートラジオ◆
愛知県名古屋市名古屋港船舶通航情報センター内所在。名古屋港を利用する船舶を通信対象とする。
四日市ポートラジオ◆
三重県四日市市四日市港ポートビル内所在。四日市港を利用する船舶を通信対象とする。
尼崎・大阪・堺ポートラジオ◆
大阪府大阪市大阪府咲洲庁舎内所在。大阪港を利用する船舶を通信対象とする。
神戸ポートラジオ◆
兵庫県神戸市神戸キメックセンタービル内所在。神戸港を利用する船舶を通信対象とする。
水島ポートラジオ◆
岡山県倉敷市所在。水島港を利用する船舶を通信対象とする。
坂出ポートラジオ◆
香川県坂出市所在。坂出港を利用する船舶を通信対象とする。
福山ポートラジオ
広島県福山市所在。福山港を利用する船舶を通信対象とする。福山ポートサービス株式会社が運営。
広島ポートラジオ◆
広島県広島市所在。広島港を利用する船舶を通信対象とする。
徳山下松ポートラジオ
山口県周南市所在。徳山下松港を利用する船舶を通信対象とする。周南マリコム株式会社が運営。
下関・北九州ポートラジオ◆
福岡県北九州市門司港レトロスクエアセンタービル内所在。門司港を利用する船舶を通信対象とする。
苅田ポートラジオ◆
福岡県京都郡所在。苅田港を利用する船舶を通信対象とする。
博多ポートラジオ◆
福岡県福岡市博多ポートタワー内所在。博多港を利用する船舶を通信対象とする。
松浦ポートラジオ◆
長崎県松浦市所在。松浦港を利用する船舶を通信対象とする。
大分ポートラジオ◆
大分県大分市大分国際貿易センタービル内所在。大分港を利用する船舶を通信対象とする。

## 海上交通センターとの違い
ポートラジオは各港の港湾管理者である地方自治体によって運営され、港湾の効率運用と船舶の安全運航を支援することを目的としている。一方、海上交通センターは、海上保安庁の無線局であり、海上交通安全法や港則法で定められた多数の船舶が通航する航路・海域において、海上交通に関する航行情報提供および航行管制の業務を行う。